# Maw sit sit
Maw sit sit – kamień szlachetny znajdowany wyłącznie w północnej Birmie. Po raz pierwszy został zidentyfikowany w 1963 r. przez szwajcarskiego gemmologa, Edwarda Gubelina i został nazwany na cześć wioski w pobliżu miejsca, w którym po raz pierwszy znaleziono go u podnóża Himalajów.
Zazwyczaj maw sit sit jest zielony z charakterystycznymi ciemnozielonymi lub czarnymi żyłami. Maw sit sit jest technicznie raczej skałą niż minerałem, mimo wszystko należy do żadów. Składa się z kilku różnych minerałów, głównie z piroksenów, spineli, amfiboli, chlorytów, różnych ilości jadeitu wzbogaconego chromem i skalenia albitu.
Maw sit sit ma skład chemiczny NaCr(Si2O6)+Fe,Mg. Łupliwość jest dobra, a połysk szklisty, czasem wręcz tłusty Ma współczynnik załamania światła w zakresie od 1,52-1,68 i twardość od 6 do 7 w skali Mohsa. Ma ciężar właściwy w zakresie od 2,45 do 3,15. Klarowność znaleziona w maw sit sicie jest zazwyczaj półprzezroczysta do nieprzezroczystej.